# Славица Клајн
Славица Клајн (Вратарница, 8. новембар 1968), рођена Голубовић, српска је песникиња, прозна списатељица и хуманитарка из Ласеа код Беча. Њени стихови увршћени су у преко сто зборника у Србији, региону бивше СФРЈ и свету – на српском, бугарском, руском, немачком, енглеском, хрватском, македонском и словеначком језику. Оснивач је и председник Културног друштва „Златна реч” и једина је жена са звањем Српски витез.

## Биографија
Рођена је у Вратарници код Зајечара, а живела је, школовала се и радила у Бору, Књажевцу и Београду. У Аустрији борави већ дуже време, бави се списатељством и друштвено-културним активизмом. Њен стваралачки опус обухвата љубавне, родољубиве и радове за децу. Поред песама, пише и кратке приче, а припрема и роман. Учесник је литерарних фестивала у Србији, региону и Европи, те су јој дела публикована широм континента. Прву књигу поезије „Живи ако смеш” објавила је 2016. године, а у штампи је и нова збирка „Смеш ли живети?”.
О њеном поетском раду академик Матија Бећковић је у рецензији књиге „Живи ако смеш” између осталог записао: „У време кад са свих екрана сваки дан проглашавају крај поезије и тврде како су песници отпевали своје и доказују како су књигу заменили други медији; кад је у школским програмима укинуто и лепо писање и лепо читање; кад је рукопис готово нестао; кад се чини да ће и песници морати сићи у катакомбе као први хришћани, песници као бродоломници израњају из мора гласовима српске модерне у стиховима Славице Клајн. Све то заједно се може разумети само као нова победа поезије у непесничко време с којом је умрежена и потресна, искрено доживљена лирика кроз исповест Славице Клајн”.
Стваралаштво Славице Клајн примећено је и од стране др Вјере Рашковић Зец, академика др Каплана Буровића и академика проф. др Волфганга Рорбаха. Године 2016. Мирјана Раденковић, генерални секретар Културно-историјског центра „Српска круна” из Крагујевца, који делује под окриљем династије Карађорђевић и Крунског савета, уручила јој је Златни орден првог реда „за стваралачки допринос и трајне вредности уметничког и културног изражаја у области поезије”, као и признање Христодарје „у знак доприноса за трајне вредности стваралаштва, уметности и културе српског народа у области поезије”. Том приликом, Славица Клајн је добила звање Српски витез „у спомен палим ратницима, за част, достојанство, витештво, славу и вечност имена српског”.
Културно друштво „Златна реч – Српска круна”, којег је председник и чије је седиште у Ласеу, има значајну улогу у раду српских стваралаца у Аустрији, али сарађује и са талентованим појединцима из Србије.
Уредник је зборника „Милош Црњански“, „Лаза Костић“, „Светосавска звона – поезија шапуће о нама“ и „Кроз Вуково слово – ћирилица, обичаји и ми“.
Била је организатор изложби „Српска револуција и стварање модерне државе Србије (1804–1878)” у Бечу и „Хлеб, славски колач – симбол живота” у Словенским Коњицама. Такође, један је од организатора песничких вечери на тему „Стоп насиљу над женама” у Аустрији.
Оснивач је Фестивала српско-аустријске културе (SÖFKU), директор аустријског огранка Културно-историјског центра „Српска круна“ и члан Удружења књижевника Србије и Матице српске. Чест је сарадник Аустријско-српског културног друштва "Вилхемина Мина Караџић", посебно када је реч о културним активностима.
Средствима прикупљеним од продаје књига српских писаца из расејања, на промоцијама које организује, помаже рад манастира Свете Петке у Извору код Параћина и породице којима је то потребно.
Увршћена је у „Енциклопедију националне дијаспоре”, коју уређује Иван Калаузовић Иванус.

## Награде и признања
- Признање „Свeтотрифунско уздарјe” (2011, 2013, 2015)
- Трећа награда Културног центра „Месопотамија” (2013)
- Друга награда Културног центра „Месопотамија” (2014)
- Признање „Свесловенска нит” (2014)
- Признање за грађанске заслуге (2014)
- Признање „Давидова харфа” Културно-историјског центра „Српска круна” (2015)
- Признање „Свети ратници” Културно-историјског центра „Српска круна” (2015)
- Признање „Српски витез” Културно-историјског центра „Српска круна” (2016)
- Признање „Христодарје” Културно-историјског центра „Српска круна” (2016)
- Признање „Мајсторско писмо” Културно-историјског центра „Српска круна” (2016)
- Сребрна плакета за песму године „Златно перо” (2016)
- Признање „Златна значка” Културно-просветне заједнице Србије (2019)

## Одабрана дела
- Клајн, С. (2015). „Љубав у песми записана”.  Ур.: Бранковић, И. „Анти” – зборник радова IX међународне уметничке колоније „Панонски бисери”. Нови Сад: Савез књижевника у отаџбини и расејању. стр. 89. ISBN 978-86-7970-122-0.
- Клајн, С. (2015). „Маштала сам о топлом дому”.  Ур.: Мишел Болтрес, М. „Мајко, ја ти песмом вечни спомен дижем” – међународни зборник песама. Смедерево/Ниш: Уметнички клуб „Расковник” / Галаксија. стр. 49. ISBN 978-86-6233-065-9.
- Клајн, С. (2015). „Тражим, молим”.  Ур.: Симић Калпачки, Т. „Мајка” – зборник одабраних радова са Књижевног конкурса о теми „Мајка” из 2015. године. Крушевац/Јасика: Друштво српско-руског пријатељства „Православље” / Књижевни клуб „Богољуб”. стр. 62—63. ISBN 978-86-89153-03-3.
- Клајн, С. (2016). „Кад прође мамурлук”.  Ур.: Алексић Станојловић, С. „Има нека тајна веза” – зборник радова X међународне уметничке колоније „Панонски бисери” – инспирисано стваралаштвом Душка Трифуновићa. Нови Сад: Савез књижевника у отаџбини и расејању. стр. 170. ISBN 978-86-7970-126-8.
- Клајн, С. (2016). „Посматрам иње у твојој коси”.  Ур.: Тијанић, З. „Снови ињем посути” – антологија песника – савремени песници 21. века у част Јесењину. Београд: З. Тијанић. стр. 90. ISBN 978-86-918123-4-8.
- Клајн, С. (2017). „Живи ако смеш” – поезија. Београд: Удружење писаца „Поета”. ISBN 978-86-6319-129-7.
- Клајн, С. (2018). „Змај Јовиној”. „Змајјовање” – зборник радова XII међународне уметничке колоније „Панонски бисери”. Нови Сад: Савез књижевника у отаџбини и расејању. стр. 215. ISBN 978-86-7970-141-1.
- Клајн, С. (2019). „Чувар светих тајни”.  Ур.: Влаинић Драгин, Д. „Остајте овде” – зборник радова XIII међународне уметничке колоније „Панонски бисери”. Нови Сад: Савез књижевника у отаџбини и расејању. стр. 171. ISBN 978-86-7970-157-2.
- Клајн, С. (2019). „Претказање”.  Ур.: Маловић, Л. „Сава мала” – поетски октобар у Београду. Београд: Удружење ромских књижевника / Београдски центар за културу и књижевност. стр. 116. ISBN 978-86-6044-048-0.
- Клајн, С. (2020). „Савино свето правило”.  Ур.: Заварко, Д.; Гак, Д.; Иветић, М. „Светосавски епистолар” – зборник радова XIV међународне уметничке колоније „Панонски бисери”. Нови Сад: Савез књижевника у отаџбини и расејању. стр. 108. ISBN 978-86-7970-170-1.
- Клајн, С. „Смеш ли живети?” – поезија. – у штампи.